# Ralph Jones (Jazzmusiker)
Ralph Miles „Buzzy“ Jones III (geb. vor 1993) ist ein US-amerikanischer Jazz- und Improvisationsmusiker (Saxophone, Flöten, Nay, Hulusi, Umtshingo, Bassklarinette, Piano), Komponist und Hochschullehrer.

## Leben
Jones wuchs in Detroit auf; er erwarb 1993 den Bachelor of Arts in Musikethnologie und 2008 den Master in African American Studies an der University of California, Los Angeles. Im Laufe seiner Karriere arbeitete er u. a. mit Wadada Leo Smith, Charles Moore, Kenny Cox, MC5, Norman Connors und Pharoah Sanders, dem WDR Rundfunkorchester Köln und Yusef Lateef (African American Epic Suite 1994), in Kalifornien mit dem Improvisationsensemble Build An Ark. In den 2010er Jahren bildete er mit Adam Rudolph ein Duo und spielte auch in dessen Bigband Go: Organic Orchestra. Jones unterrichtet am African American Studies Department am Oberlin College und ist stellvertretender Leiter der California State Summer School for the Arts. 2018 spielt er mit Hamid Drake und Adam Rudolph im Trio Karuna.

## Diskografische Hinweise
- Norman Connors – Take It to the Limit (Arista, 1980)
- Pharoah Sanders & Norman Connors – Beyond a Dream (Novus, 1981)
- Yusef Lateef: Beyond the Sky (YAL, 2000)
- Adam Rudolph / Ralph Jones – Yèyí:  A Wordless Psalm of Prototypical Vibrations  (Meta Records, 2010)
- Adam Rudolph / Ralph Jones: Merely a Traveler on the Cosmic Path (Meta Records, 2012)
- Adam Rudolph & Ralph M. Jones: Blue Lake (2025)